# ملعب جي إس بي (1902)
ملعب جي إس بي هو ملعب كرة قدم كان يقع في نيقوسيا، قبرص، اتسع لـ 12000 متفرج. بدأ بناؤه في 1902 وافتتح في نفس العام. تم إغلاقه في 1998 . وتم هدم هذا الملعب في 1999.